# Nachtauslage
Nachtauslage bezeichnet ein (minderwertiges) Duplikat eines Schmuckstücks, welches von Juwelieren nach Geschäftsschluss („nachts“) in den Schaufenstern ausgelegt wird, um Einbrüche zu vermeiden, bzw. den Schaden bei Einbrüchen zu minimieren.
Kopien von Schmuckstücken werden oft als „Nachtauslage“ gehandelt.